# Simone Venier
Simone Venier, född den 26 augusti 1984 i Latina i Italien, är en italiensk roddare.
Han tog OS-silver i scullerfyra i samband med de olympiska roddtävlingarna 2008 i Peking.
Vid olympiska sommarspelen 2020 i Tokyo slutade Venier på femte plats tillsammans med Andrea Panizza, Luca Rambaldi och Giacomo Gentili i scullerfyra.